# Pisarovo, Dobrici
Pisarovo (în bulgară Писарово, în română Pisarova) este un sat în comuna Gheneral-Toșevo, regiunea Dobrici, Dobrogea de Sud, Bulgaria. 
Între anii 1913-1940 a făcut parte din plasa Casim a județului Caliacra, România.

## Demografie
Componența etnică a satului Pisarovo
     Turci (10,25%)
     Bulgari (69,23%)
     Nicio identificare (20,51%)
     Altele (0%)
La recensământul din 2011, populația satului Pisarovo era de 78 locuitori. Din punct de vedere etnic, majoritatea locuitorilor (69,23%) erau bulgari, cu o minoritate de turci (10,25%). Pentru 20,51% din locuitori nu este cunoscută apartenența etnică.